# 佩阔诺克河
佩阔诺克河是美国康涅狄格州費爾菲爾德縣的一条河流，长约16.7英里（26.9），流经門羅、特朗布爾和布里奇波特，最后在布里奇波特港灯塔附近注入長島灣。